# Lanaudière
Lanaudière – region administracyjny w prowincji Quebec, w Kanadzie. Położony jest kilkadziesiąt kilometrów na północ od Montrealu. Jego wschodnią granicę stanowi Rzeka Świętego Wawrzyńca. Lanaudière podzielone jest na 6 regionalnych gmin hrabstwa oraz 72 gminy.
Lanaudière ma 471 748 mieszkańców. Język francuski jest językiem ojczystym dla 94,4%, angielski dla 1,8% mieszkańców (2011).
Regionalne gminy hrabstwa (MRC):
- D’Autray
- Joliette
- L’Assomption
- Les Moulins
- Matawinie
- Montcalm

Jedna gmina autochtoniczna znajduje się poza MRC:
- rezerwat indiański Manawan